# 塞雷西诺斯德尔卡里萨尔
塞雷西诺斯德尔卡里萨尔，是西班牙卡斯蒂利亚-莱昂萨莫拉省的一个市镇。 总面积17平方公里，总人口121人（2015年），人口密度7人/平方公里。